# Lijst van voormalige moskeeën in Portugal
Dit is een lijst van voormalige moskeeën in Portugal. Het somt enkele maar zeker niet alle voormalige moskeeën van Portugal op. Het geeft een overzicht van voormalige islamitische moskeeën (Portugees: Mezquita Arabisch: Masjid) en islamitische gebedshuizen in Portugal.
De term voormalige moskee in deze lijst omvat elke moskee (gebouw) of site die werd gebruikt voor het islamitische gebed (salat) in het gebied van het huidige Portugal.
De meeste voormalige Portugese moskeeën werden gebouwd en gebruikt als islamitische gebedshuizen tijdens het Al-Andalus-tijdperk, toen verscheidene islamitische Moorse koninkrijken en rijken grote delen van het Iberisch schiereiland regeerden, waaronder het grootste deel van het moderne Portugal. Veel voormalige moskeeën en islamitische religieuze gebouwen werden ofwel omgezet in kerken of afgebroken na de christelijke reconquista van het Iberisch schiereiland. Deze lijst bevat echter niet de voormalige moskeeën in het huidige Spanje die werden gebouwd tijdens de Al-Andalus-periode.
Moskeeën waren belangrijke gebouwen tijdens het bewind van de Arabische heersers in Portugal. Ze vormden een belangrijk onderdeel van de Moorse architectuur. Portugese moskeeën en religieuze gebouwen hadden een vierkante plattegrond. Minaretten werden normaal gebouwd in een hoek van de moskee. Ze werden vijf keer per dag gebruikt om de islamitische gebedsoproep bekend als adhan aan te kondigen. De qibla of richting waarin de gelovigen moesten kijken bij het uitvoeren van islamitische gebeden (salat) werd aangegeven door een kleine nis genaamd mihrab op de hoofdmuur. De mihrab en minaret werden meestal geprojecteerd uit de belangrijkste muren van de moskee.
In sommige moskeeën, zoals de voormalige Grote Moskee van Silves, werden waterreservoirs gebouwd om Wudu water te geven en te leveren, het wasritueel dat vóór het bidden werd uitgevoerd. Hoefijzerbogen waren kenmerkend voor de Iberische Moorse architectuur. Ze werden vaak gebruikt om deuropeningen of ramen in Portugese moskeeën te omlijsten, of gewoon als decoratie. Er zijn nog vier hoefijzerdeuren die toegang geven tot een binnenplaats of sahn in de Mertola-moskee. Mihrabs, hoefijzeren bogen en deurkozijnen werden gedecoreerd met gedetailleerde patronen gevormd door ineengestrengelde lijnen, bekend als arabesk. Ze hadden patronen met geometrische en bloemmotieven. Eenvoudige vormen, herhaald in symmetrische matrices voor een prachtige artistieke afwerking. Helaas werden, in tegenstelling tot buurland Spanje, maar een paar van deze originele moskeeën en religieuze structuren bewaard.

## Lijst van voormalige moskeeën in Portugal
| Huidige naam                                       | Moskee naam                | Foto | Stad              | Provincie      | Openingsjaar | Sluitingsjaar            | Opmerking | Ref.                 |
| -------------------------------------------------- | -------------------------- | ---- | ----------------- | -------------- | ------------ | ------------------------ | --- | -------------------- |
| Kerk van Nossa Senhora da Anunciação               | Aljama moskee van Martulah |      | Mértola           | Beja           |              | Tot laat in de 12de eeuw | Best bewaarde voormalige moskee in Portugal, een mix van Almohaden en Manuelijnse architectuur. Moskee is voor het laatst herbouwd in de tweede helft van de 12e eeuw, maar sommige elementen dateren uit de 9e eeuw. In 1532 veranderde de kerk het moskeegebouw en verkleinde het zijn afmetingen van 6 secties en 20 kolommen tot 4 secties en 12 zuilen. | [ 1 ] [ 2 ]          |
| Kathedraal van Idanha-a-Velha                      |                            |      | Idanha-a-Velha    | Castelo Branco | 9de eeuw     | tot de reconquista       | Gevestigd in een complex, functioneerde dit gebouw als een moskee uit de 9e eeuw. Het is gebouwd in christelijke stijl met duidelijke islamitische elementen. Enigma blijft of het werd gebouwd door moslims (Omajjaden of Ibn Marwan) of eerder Visigoten. | [ 3 ] [ 4 ]          |
| Kerk van São Clemente                              | Minaret van Loule          |      | Loulé             | Faro           |              |                          | Alleen minaret van een voormalige moskee bestaat, gebruikt als kerkklok toren. Het is 22,7 meter lang en 4,2 meter breed. De kerk werd gebouwd in de 13e eeuw en is de oudste in Loulé. Daaroverheen ligt de oude Arabische begraafplaats van Jardim dos Amuados. Een vierkant plan en een verkeerde uitlijning in de oriëntatie van de kerkbouw wijzen ook op de aanwezigheid van een voormalige moskee..                                                              | [ 5 ] [ 6 ]          |
| Igreja de Santa Maria                              |                            |      | Beja              | Beja           |              |                          | Kerk gewijd in 1259, maar men gelooft dat het een omgebouwde oude moskee is die over een Visigotische tempel is gebouwd. Onjuiste uitlijning in oriëntatie, de naam Santa Maria en abnormale en onduidelijke overdaad aan volumes zijn indicatief voor de oorsprong van de moskee. Het ligt tussen een groot gebied van oude gebouwen. | [ 7 ]                |
| Igreja Matriz                                      |                            |      | Albufeira         | Faro           |              |                          | Igreja Matriz, hoofdkerk van Albufeira is een voormalig moskee-terrein. Moskee-bouw overleefde als bekeerde kerk tot 1755, toen het werd verwoest door een aardbeving. Sommigen geloven dat de klokkentoren een oude islamitische toren (minaret) is, geïntegreerd in de herbouwde kerk. | [ 8 ]                |
| Kathedraal van Lissabon                            |                            |      | Lissabon          | Lissabon       |              |                          | Lissabon was onder de heerschappij van de moslims van de 8e tot de 12e eeuw. Het werd heroverd in 1147 en de nieuwe kathedraal werd gebouwd op de plaats van de belangrijkste moskee van Lissabon. Gedeeltelijk uitgegraven oude kloosters aan de achterzijde hebben structuren onthuld van voormalige Romeinse en Visigotische gebouwen en een zeer zichtbaar deel van een Moors gebouw met rode muren waarschijnlijk deel uit van de voormalige moskee.               | [ 9 ] [ 11 ]         |
| Igreja de Santa Maria de Marvila                   |                            |      | Santarem          | Santarem       |              |                          | Kerk herbouwd en gewijzigd meerdere keren na de oprichting op een oude moskee in de islamitische medina van Santarém (8e eeuw tot 1147). | [ 12 ]               |
| Silves Kathedraal                                  | Grote Moskee van Silves    |      | Silves            | Faro           |              |                          | Gelegen op de site van de oude Grote Moskee van Silves. Kathedraal herbouwd en aangepast vanaf 1268. Het slib aan de voet van de oude klokkentoren is slechts een indicatie van mogelijke eerdere moskeeën. 8-9e-eeuwse islamitische put in de Castille-straat (Silves) wordt verondersteld water te hebben geleverd aan de Grote Moskee. | [ 13 ] [ 14 ]        |
| Igreja de Santa Maria do Castelo                   |                            |      | Tavira            | Faro           |              |                          | Moskee stond op het hoogste punt binnen de versterkte medina van Tavira op de plaats waar de kerk van Santa Maria staat. Recente opgravingen hebben vuilnishopen opgegraven met materialen uit de 11e eeuw en woningen uit de eerste helft van de 12e eeuw. Een lichte canonieke desoriëntatie van de kerk is een aanwijzing voor het gebruik van de basisstructuur van de moskee. In 1718 werd een tombe gevonden met een lijk vergezeld van een Moorse Alfange-kling. | [ 15 ] [ 16 ] [ 17 ] |
| Iglesia de Santa María                             |                            |      | Óbidos            | Leiria         |              |                          | Obidos was een oude nederzetting uit de Romeinse tijd. Toen de Moren het veroverden, gebruikten ze de Visigoth-kerk als een moskee. In 1148 werd Obidos heroverd en later werd een nieuwe kerk herbouwd. Er is niets meer over van de moskee of de herbouwde kerk zoals deze in de 16e eeuw volledig werd gerenoveerd. | [ 18 ]               |
| Sé Catedral de Faro                                |                            |      | Faro              | Faro           |              |                          | Faro stond van de 8e eeuw al 500 jaar onder de Moorse heerschappij. Volgens de overlevering was een paleo-Christion-basiliek in dit pand tijdens deze periode omgevormd tot een moskee. Het werd omgedoopt tot een kathedraal toen D. Afonso III de stad in 1249 veroverde. | [ 19 ]               |
| Igreja de Santa Maria                              |                            |      | Serpa             | Beja           |              |                          | Kerk werd naar men gelooft gebouwd over een moskee-site. Resterende indicaties zijn klokkentoren die apart van het kerklichaam is gebouwd en overblijfselen van een cilindrische basis. Daarom wordt geloofd dat de klokkentoren ooit een minaret was. Ook Santa Maria was een naam die meestal werd gegeven aan omgebouwde moskeeën. | [ 20 ]               |
| Ribat van Arrifana                                 |                            |      | Aljezur           | Faro           |              |                          | Archeologische vindplaats (CNS nr. 6924) wordt geïnterpreteerd als een islamitische vestingklooster krijger monniken (murābitūn), gesticht door Ibn Qasi, in ongeveer 1130. Het is een zeldzame verzameling van archeologische structuren met slechts een ander bekend op het Iberisch schiereiland. Overblijfselen van 8 moskeeën, een islamitisch madrassa-college, minaret en andere gebouwen zijn tot op heden opgegraven.                                          | [ 22 ] [ 23 ]        |
| Sint-Jacobskerk                                    |                            |      | Santiago          | Faro           |              |                          | Men vermoedt dat deze kerk gebouwd is op de fundamenten van een oude moskee. |                      |
| Igreja de Santa Maria de Alcáçova                  |                            |      | Elvas             | Portalegre     | 8ste eeuw    | 1230                     | De mihrab van de moskee is nog steeds zichtbaar aan de kerk. |                      |
| Igreja de Santa Maria (Celorico da Beira)          |                            |      | Celorico da Beira | Guarda         |              | 13de eeuw                | Sommige historici geloven dat het een moskee was, ten tijde van de islamitische overheersing van het Iberische schiereiland. Tijdens de Reconquista, in de 13e eeuw, werd het geschonken aan de bisschop van Guarda door Afonso III van Portugal. |                      |
| Igreja de Santa Maria (Óbidos)                     |                            |      | Óbidos            | Leiria         |              | 1148                     | Hoewel er in dit opzicht geen zekerheden zijn, gaat de oorsprong van de kerk volgens de traditie terug naar de Visigotische periode, die in de moslimperiode tot moskee is getransformeerd. |                      |
| Capela de Nossa Senhora da Penha de França (Faial) |                            |      | Santana           | Madeira        | 16de eeuw    | 1685                     | Er wordt gezegd dat op dezelfde rots ooit een moskee was gebouwd door moslim (Moorse) slaven, die zou zijn ontdekt en vernietigd door een inwoner van het gebied en vervangen door die kleine christelijke tempel. |                      |